# HD72303
HD72303 — хімічно пекулярна зоря спектрального класу B9, що має видиму зоряну величину в смузі V приблизно  6,5.
Вона  розташована на відстані близько 720,0 світлових років від Сонця.

## Фізичні характеристики
Телескоп Гіппаркос зареєстрував фотометричну змінність  даної зорі з періодом    3,72 доби в межах від  Hmin= 6,42 до  Hmax= 6,38.

## Пекулярний хімічний склад
Зоряна атмосфера HD72303 має підвищений вміст 
Si
.